# Miklós Szabados
 (août 2023).
Si vous disposez d'ouvrages ou d'articles de référence ou si vous connaissez des sites web de qualité traitant du thème abordé ici, merci de compléter l'article en donnant les références utiles à sa vérifiabilité et en les liant à la section « Notes et références ».
Pour les articles homonymes, voir Szabados.
Miklós Szabados (né le 7 mars 1912 à Budapest, Hongrie, et mort le 12 février 1962 à Sydney, Australie) était un joueur de tennis de table hongrois puis australien.
Szabados a été l'un des deux principaux acteurs du succès de tennis de table de son temps, l'autre étant Victor Barna.

## Biographie
Miklos Szabados, est né de parents catholiques, le 7 mars 1912 à Budapest, il est le jeune fils de Sandor Szabados et son épouse Rosa, née Schwartz, un professeur de langues et d'histoire.
Après avoir reçu un équipement de tennis de table pour son treizième anniversaire, Szabados s'est pris de passion pour ce sport. Il a remporté son premier tournoi majeur en Hongrie en 1927, en battant son ami Victor Barna. Il a attribué son succès au travail et sa concentration. 
De 1928 à 1935, Szabados a remporté six titres mondiaux en double (1929-32 et 1934-35 avec Barna), trois doubles mixtes (1930, 1931 et 1934 avec Mária Mednyánszky), cinq fois et a été membre de l'équipe de Hongrie au Championnat du monde par équipe (Swaythling Cup) (1929-31, 1934 et 1935). Il a remporté le titre mondial en simple en 1931 en battant en finale Viktor Barna.
Il a commencé des études d'ingénieur à l'université de Berlin, mais, étant considéré d'origine juive, même s'il a été élevé dans la religion catholique, il a fui à Paris en 1933, puis en Grande-Bretagne en 1936.
Parrainé par la Nouvelle-Galles du Sud Association de tennis de table, il a concouru dans le championnat australien de Sydney.
De retour en Australie en 1939, il s'installe à Sydney. En 1941, il possédait un club de tennis de table, rue Pitt. Le 26 décembre 1941, il se marie, avec les formes presbytérienne avec Marie Alice Bracher, (aujourd'hui Marie Alice Kuliffay) une artiste et styliste. Ils ont un fils, Sandor, avant de divorcer en 1954. 
Il a remporté le Championnat d'Australie de tennis de table en simple (1950 et 1952), doubles (1950) et double mixte (1955).
En créant une académie de tennis de table il s'engage dans l'accompagnement des jeunes. Deux de ses protégés sont devenus champions d'Australie en simple - Cliff McDonald (1959, 1964 et 1966) et de Michael Wilcox (1963 et 1967). 
Il a également joué des matches de célébrités comme le joueur de tennis Bobby Riggs (1948) et le pianiste de concert Julius Katchen (1955).
Szabados était fort et musclé. Il était habile au niveau du jeu de pieds, une bonne défense, une violente coupe de balle, et un jeu long. 
Miklos est mort d'une pneumonie à l'âge de 49 ans en 1962.
Il n'a jamais été juif, et donc il était erroné que, en 1987, il a été intronisé dans l'International Jewish Sports Hall of Fame.
Szabados a été intronisé au Temple de la renommée du tennis de table en 1993.